# 묵
묵이란 도토리·메밀·녹두 등을 맷돌에 갈아 가라앉힌 앙금을 되게 쑤어 굳힌 식품이다. 한국 고유의 가공식품으로, 재료에 따라 도토리묵, 메밀묵, 녹두묵, 녹말묵, 제물묵, 청포묵 등으로 나눈다.

## 같이 보기
- 녹말국수
- 탕평채
- 묵사발

## 참고 문헌
- 이 문서에는 다음커뮤니케이션(현 카카오)에서 GFDL 또는 CC-SA 라이선스로 배포한 글로벌 세계대백과사전의 내용을 기초로 작성된 글이 포함되어 있습니다.